# Ajedrez rápido

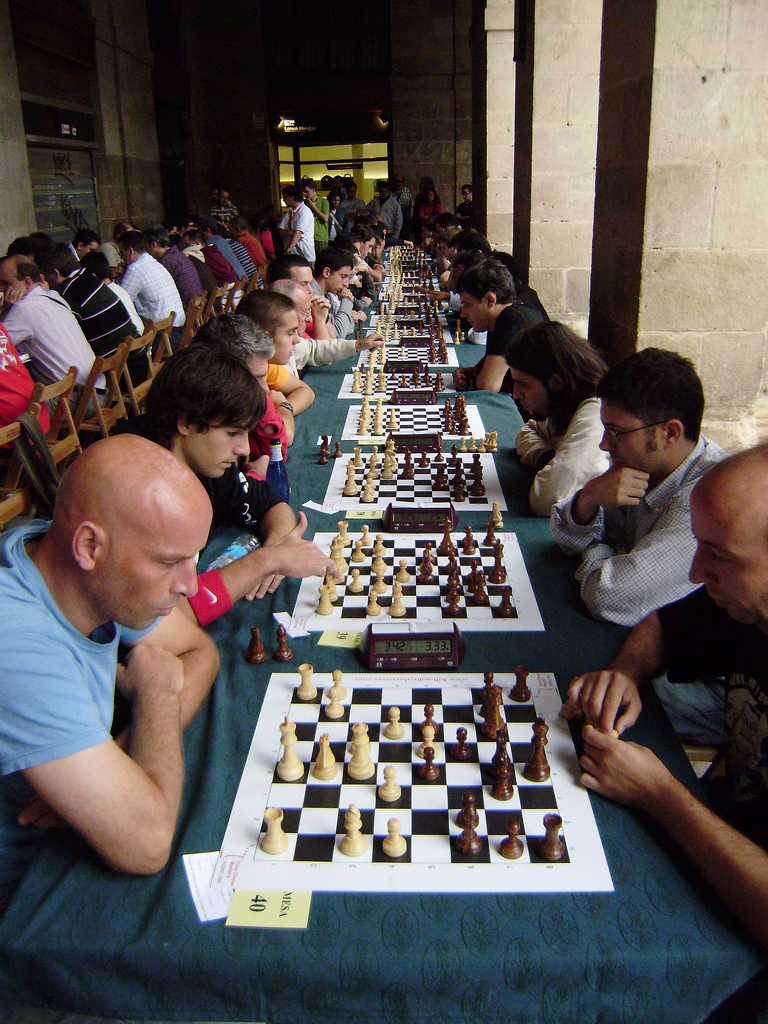
Un torneo en Bilbao de ajedrez rápido.

El ajedrez rápido es una modalidad de ajedrez en la que cada jugador dispone de una hora o menos de tiempo total (acordada de antemano) para ejecutar todos sus movimientos. El cómputo de dicho tiempo se lleva a cabo mediante un reloj de ajedrez especialmente diseñado. El ajedrez rápido es muy popular en muchos sitios de Internet dedicados al tema. [cita requerida]
Existe una cierta ambigüedad sobre el término ajedrez rápido, ya que puede referirse a diferentes ritmos de juego. La Federación Internacional de Ajedrez (FIDE) reconoce en sus leyes del ajedrez dos modalidades además del ajedrez clásico (a ritmo lento): ajedrez rápido y ajedrez relámpago. 

## Tipos de ajedrez rápido
Según el tiempo por jugador para toda la partida, las variantes más conocidas del ajedrez rápido son:
- Normal: 60 minutos
- Semirrápido: 25 a 30 minutos
- Relámpago o Blitz: 3 a 10 minutos
- Bala: 1 minuto

Los controles de tiempo con incremento o bonificación por jugadas realizadas permiten crear distintas modalidades de ajedrez rápido. Por ejemplo, la modalidad más común del ajedrez relámpago con el sistema Fischer de bonificación por jugada es de tres minutos para la partida más dos segundos de incremento (3+2), o de 4+2.
En países en los que se transmiten partidas de ajedrez por televisión, la modalidad más usada es la de 25 minutos por jugador sin incremento, lo que permite destinar los diez minutos restantes de una hora a publicidad.

## Sistemas de torneos
Además de las modalidades conocidas de organización de torneos de ajedrez, en el ajedrez rápido, especialmente en el relámpago, existe un sistema de torneos denominado Masnou (al igual que la localidad española del mismo nombre, donde se originó este sistema). El sistema Masnou consiste en un enfrentamiento entre varios jugadores en el cual, a medida que un jugador pierde una partida, entra en una lista de espera, mientras que un jugador que gana una partida permanece en su mesa y enfrentará al primer jugador de la lista que esté disponible. Un torneo con estas características puede durar varias horas, y el ganador será quien acumule más puntos al final del torneo.

## Ajedrez en Internet
En internet, los jugadores profesionales suelen jugar a 3 y a 1 minuto, respectivamente, para incrementar su agilidad y tácticas mentales. Los juegos de más de 5 minutos han perdido popularidad, debido a los avanzados sistemas de computación, como Rykba, Junior y Fritz. [cita requerida]

## Características del ajedrez rápido
El breve tiempo de juego naturalmente reduce la cantidad de variaciones posibles que pueden analizarse para cada movimiento, y resulta en partidas frenéticas, especialmente cuando el tiempo empieza a agotarse. Una partida de ajedrez rápido puede terminar de alguna de las siguientes formas:
- Cuando un jugador pierde por agotar todo su tiempo; excepto en que su oponente no tenga suficientes piezas como para ganar la partida, en cuyo caso el resultado es tablas.
- Como en el ajedrez normal, un jaque mate también ganará el juego.
- Cuando un jugador realice dos movimientos ilegales (según la última reforma de la FIDE).
- Por abandono de alguno de los contendientes.
- Por tablas (empate) entre los jugadores, ya sean producto del juego (triple repetición de posiciones idénticas, jaque perpetuo o ahogado) o pactadas por los jugadores (en algunos torneos, los acuerdos de tablas pueden condicionarse a la realización de un número mínimo de jugadas).[2]

En el ajedrez rápido, muchas veces son utilizadas aperturas agresivas pero refutadas para partidas lentas. Otras veces se involucra un ataque rápido contra la casilla f7 o f2 (véase notación algebraica) u otros motivos tácticos. [cita requerida]
En el ajedrez rápido, el árbitro decide el lado en el cual se colocará el reloj, normalmente a la derecha del jugador de piezas negras.

## Muerte súbita
La forma más llamativa de desempates en torneos de ajedrez suele ser mediante partidas de ajedrez rápido con o sin incremento de tiempo. Por ejemplo, si dos jugadores necesitan desempatar, suelen jugar dos partidas rápidas a 25 minutos por jugador, una con blancas y otras con negras. Si no hay un desempate, se juegan dos partidas a 15 minutos. En caso de persistir el empate, se juegan dos partidas de ajedrez relámpago (5 minutos) y, como último recurso, se procede a la llamada «muerte súbita». [cita requerida]
La «muerte súbita» o armageddon en ajedrez consiste en una última partida definitiva. En las partidas de muerte súbita, el jugador de blancas posee mayor tiempo que el jugador de negras, pero está obligado a ganar la partida. Por lo tanto, al jugador de negras le basta con hacer tablas para imponerse en el desempate. La diferencia de tiempo entre los jugadores al comienzo de la partida es variable en función del torneo. 